# 와사비 (영화)
《와사비》(영어: Wasabi)는 2001년 개봉한 프랑스 영화이다.

## 줄거리
다른 나이트클럽 손님들이 즐거워하는 가운데 도발적으로 춤을 추던 드래그 퀸이 프랑스 경찰의 국장인 위베르 플로렌티니(르노)에게 갑자기 얼굴을 맞는다. 플로렌티니는 수갑을 채워 그녀를 클럽 밖으로 끌어내고, 그녀를 풀어주려거나 그의 퇴장을 방해하려는 다른 손님들을 폭행한다. 불행히도 이 손님 중 한 명은 서장의 아들이었다.
플로렌티니는 목표를 달성하기 위해 사용하는 폭력적이고 비정통적인 방법 때문에 꾸지람을 듣고 유급 휴가를 받게 된다. 범죄와 싸우고, 골프를 치고, 아름다운 여인(부케)의 관심을 받는 것처럼 보이는 그의 성공적이고 즐거운 생활 방식에도 불구하고, 그는 19년 전 만났던 그의 유일한 진정한 사랑인 일본 스파이 미코를 잊을 수 없었다. 그녀의 사망 소식을 들은 후, 그는 그녀의 유언장 낭독을 위해 그녀의 변호사 이시바시(히라타 하루히코)에게 일본으로 소환된다.
이시바시는 플로렌티니에게 그가 유미(히로스에)의 후견인 자격을 상속받았다고 알린다. 유미는 불같고 사랑스러우며 괴짜 같은 일본-프랑스 십대 소녀로, 이틀 후 성인이 될 때까지(일본의 성인 연령은 20세) 그가 양육권을 가진다. 어머니의 강간과 그에 따른 버림받음의 결과라고 믿도록 유도된 유미는 그녀의 알려지지 않은 아버지를 싫어한다. 플로렌티니는 유미가 자신의 딸이라는 것을 알지만, 그녀가 아마도 자신에게서 도망칠 것이기 때문에 그녀에게 말하지 않는다.
플로렌티니는 미코가 범죄의 희생자였다는 증거를 밝혀낸다. 그는 미코가 야쿠자로부터 엄청난 재산을 훔쳤다는 사실을 발견하고, 이 재산은 이제 유미가 성인이 되면 유미에게 상속될 예정이었다. 플로렌티니는 도쿄에 사는 옛 정보국 동료 모모(미셸 뮐러)의 도움을 요청한다. 그는 플로렌티니가 미코의 죽음에 대한 추가 조사를 하고, 야쿠자로부터 유미를 지키기 위해 두 개의 금속 여행 가방에 무기를 공급하여 돕는다. 야쿠자는 오락실에서 유미를 공격하려 하지만, 그들의 위치를 파악하고 있던 플로렌티니는 그들을 모두 죽인다.
나중에 유미는 야쿠자에게 붙잡히면서 플로렌티니가 자신의 아버지라는 것을 알게 된다. 그들이 그녀를 데려가 플로렌티니를 처형하려 할 때, 그는 골프공을 사용하여 처형하려던 자들을 기절시키고 나머지 적들을 난투에서 쓰러뜨린다. 전직 정보국 동료들의 도움으로 플로렌티니와 모모는 유미의 은행 계좌에서 돈을 인출하려던 납치범들로부터 유미를 구출한다. 이들은 은행 직원과 고객을 자신들의 부하들로 교체하는 방식으로 구출 작전을 감행한다. 구출 시도 중 총격전이 벌어지고, 플로렌티니는 아군에게 아무런 피해 없이 야쿠자들을 모두 단독으로 처치한다.
이 사건 이후, 플로렌티니는 한 달 안에 돌아오겠다고 유미에게 약속하고 프랑스로 돌아가는 비행기를 탄다. 그러나 비행기가 이륙하기 직전, 세관원들이 두 개의 익숙한 금속 여행 가방을 들고 객실로 들어와 그들의 주인을 찾는다.

## 배역
- 장 르노 - 위베르
- 히로스에 료코 - 유미
- 미셸 뮬러 - 모모
- 크리스티안 시니거 - 반장
- 오이다 요시 - 타나카와

## 한국판 성우진(SBS) (2004년 10월 10일)
- 이정구 - 위베르(장 르노)
- 정미숙 - 유미(히로스에 료코)
- 이상범 - 모모(미셸 뮬러) / 강도(파비오 제노니)
- 이근욱 - 반장(크리스티안 시니거)
- 김태훈 - 은행 직원(미셸 스쿠르노) / 호텔 직원(후쿠이 토모)
- 조동희 - 타나카와(오이다 요시) / 경찰(자크 봉두)
- 기경옥 - 소피아(카롤 부케)
- 임은정 - 미코(사카이 유키)
- 임성표 - 동료 형사(루도빅 버딜럿) / 일본 형사(오오야마 킨시로)
- 김순영 - 은행 직원(엘로디 프렌크)
- 한호웅 - 경찰 국장의 아들(안소니 데카디) / 강도(알렉상드르 브리크)
- 장호비 - 강도(장-마르크 몽탈토)
- 안장혁 - 동료 형사(얀 엡스타인) / 변호사(히라타 하루히코)
- 조예신 - 강도(베로니크 발름)
- 정명준 - 일본 은행 직원(스테판 네렛) / 유미의 친구(시부카와 키요히코)